# جبل هندي
جبل هندي أو القنب الكاذب (الاسم العلمي: Datisca cannabina) هو نوع من النباتات المزهرة من جنس داتيسكة، موطنها جزر بحر إيجة، كريت، قبرص، الأناضول، بلاد الشام، القوقاز، العراق، إيران، آسيا الوسطى، أفغانستان، باكستان، جبال الهيمالايا الغربية ونيبال.